# フレドホルム積分方程式
数学におけるフレドホルム積分方程式（フレドホルムせきぶんほうていしき、英語: Fredholm integral equation）は、その解がフレドホルム核およびフレドホルム作用素の研究であるフレドホルム理論から生じる積分方程式である。数学者のエリック・イヴァル・フレドホルムにより研究された。

## 定義
フレドホルム方程式は（以下に定義する）核函数を含む積分方程式で積分の限界が定数であるようなものである。これは積分の限界が変数であるヴォルテラ積分方程式とは形の上で近い関係にある。

### 第一種
非等質 (inhomogeneous) な第一種フレドホルム積分方程式は
{\displaystyle g(t)=\int _{a}^{b}K(t,s)f(s)\,ds}
と書かれ、連続な積分核 K(t,s) および函数 g(t) を既知として、その解 f(s) を求める。（g = 0 のときが等質 (homogeneous)）
核 K(t,s) が二つある引数の差のみで決まる函数であるとき（記号の濫用だがそれを K(t,s) =: K(t − s) と書けば）、積分の上下の限界を ±∞ とするとき、この方程式の右辺は一変数の函数 K と f との畳み込みとして書き直せるから、方程式の解は
{\displaystyle f(t)={\mathcal {F}}_{\omega }^{-1}\left[{{\mathcal {F}}_{t}[g(t)](\omega ) \over {\mathcal {F}}_{t}[K(t)](\omega )}\right]=\int _{-\infty }^{\infty }{{\mathcal {F}}_{t}[g(t)](\omega ) \over {\mathcal {F}}_{t}[K(t)](\omega )}\,e^{2\pi i\omega t}d\omega }
で与えられる。ここで {\displaystyle {\mathcal {F}}_{t}} および {\displaystyle {\mathcal {F}}_{\omega }^{-1}} は、フーリエ変換およびフーリエ逆変換を表す。

### 第二種
非等質な第二種フレドホルム積分方程式は
{\displaystyle \phi (t)=f(t)+\lambda \int _{a}^{b}K(t,s)\phi (s)\,ds}
で与えられ、既知の核 K および函数 f から、函数 φ を求める（f = 0 のとき等質）。
これを解く標準的な方法は、レゾルベントの方法論を用いることであり、級数として得られる解はリウヴィル–ノイマン級数と呼ばれる。

## 一般論
フレドホルム方程式の下敷きとなる一般論はフレドホルム理論と呼ばれる。主要な結果の一つは、核 K がコンパクトとなることであり、そのコンパクト性は同程度連続性を見ることで示せる。またこれは作用素として、0 に収束する固有値からなる離散スペクトルによって理解することのできるスペクトル論を持つ。

## 応用
フレドホルム積分方程式は信号処理の理論において自然に生じ、中でもデビッド・スレピアンにより広められた有名なスペクトル密度問題は最も顕著である。フレドホルム積分方程式はまた、線形前進モデリングや逆問題においても用いられる。